# Леман, Гельмут
Гельмут Леман (нем. Helmut Lehmann; 1 декабря 1882, Берлин — 9 февраля 1959, там же) — немецкий политический и государственный деятель, член Политбюро ЦК СЕПГ.

## Биография
В 1900—1903 работал помощником юриста, затем — в области медицинского страхования и в профсоюзах.
Член Социал-демократической партии Германии с 1903 года.
В 1914 работал секретарём Федерации немецких фондов медицинского страхования.
С 1914 по 1933 гг. — исполнительный директор Федерации немецких больничных касс, крупнейшей медицинской страховой организации Веймарской республики (демократической ориентации).
Антифашист. В период нацистской диктатуры в Германии несколько раз арестовывался и находился в тюремном заключении.
С 1945 года — член ЦК СДПГ в Берлине. Ведущий эксперт в области социальной политики СДПГ. Во время выборов в 1946 году был избран депутатом немецкого парламента.
Участвовал в работе по объединению СДПГ и КПГ, занимался разработкой принципов и целей партии, зафиксированных в уставе СЕПГ.
С 1946 по 1950 — член Политбюро ЦК СЕПГ.
В 1946—1959 гг. — председатель немецкой благотворительной организации «Народная солидарность».
С 1950 по 1959 г. был председателем совета социальной защиты и обеспечения ГДР.
Сыграл ключевую роль в реформе социального обеспечения Германии в советской оккупационной зоне (национального страхования).
Похоронен в Мемориале социалистов на Центральном кладбище Фридрихсфельде в Берлине.

## Награды
- Орден Карла Маркса (1953)
- Орден «За заслуги перед Отечеством» (ГДР) I степени (1957)